# Hans Schwarz (Autor)
Hans Schwarz (eigentlich Karl Rudolf Johannes Waldemar Schwarz; * 19. September 1895 in Bern; † 29. Juni 1965 ebenda) war ein Schweizer Autor, Offizier, Verleger und Reiter.
Mitte der 1930er Jahre wurde er der Öffentlichkeit vor allem durch seine Ritte bekannt, die ihn wochenlang durch weite Teile Europas führten und unter anderem dazu dienen sollten, die Fähigkeiten des Freiberger Pferdes herauszustellen. Durch seinen persönlichen Einsatz avancierte er zu einem der bekanntesten Schweizer Reiter der Zeit zwischen den Weltkriegen.
Vor und während des Zweiten Weltkriegs bezog er öffentlich Stellung gegen den deutschen und italienischen Faschismus in der von ihm mit herausgegebenen SZ am Sonntag als auch in der Wochenzeitschrift Die Nation, deren Mitbegründer er war.
Sein 1938 erschienenes Buch Der Schimmel von Perbal wurde im selben Jahr von den Nationalsozialisten in Deutschland verboten.

Von 1953 bis 1965 gab er die Monatszeitschrift Schwarz auf weiß – Die Zeitung für den freien Bürger heraus.
1958 begründete er die Stiftung «La Fondation pour le cheval», die seither in Le Roselet nahe Les Breuleux beheimatet ist.

## Leben
Schwarz wuchs in Bern auf. Sein Vater betrieb ein Spezereigeschäft und hielt sich fünf Pferde für den Fuhrwagen. So kam Hans Schwarz schon früh mit Pferden in Kontakt und lernte hierbei weitere Pferdefreunde und Kavalleristen kennen, die seine Liebe zu Pferden entscheidend prägten. Nach dem Besuch des Freien Gymnasiums absolvierte er eine Ausbildung zum Kaufmann, doch entschied er sich für eine militärische Laufbahn, in der er bis zum Oberleutnant im Train aufstieg.
Am 1. Juni 1923 heiratete er Lucia Clara Elvira Pezolt aus Bern. Aus der Ehe gingen zwei Töchter hervor.
In den Jahren 1933 bis 1938 unternahm er zusammen mit Kameraden verschiedene Langstreckenritte nach Frankreich, Italien, Tschechien und Polen. Auf dem längsten und zugleich bekanntesten Ritt führte er eine Kolonne über Österreich, Ungarn und Rumänien nach Istanbul und von dort über Griechenland zurück in die Schweiz, was ihm unter Kameraden und auch in der Öffentlichkeit hohes Ansehen einbrachte. Im Herbst 1938 kaufte er in Dublin die Hunterstute For ever und ritt mit dieser in den folgenden Wochen durch Irland, dann über Schottland nach London, von wo er sie wegen der bereits drohenden Kriegsgefahr erst im Frühjahr 1939 in die Schweiz importieren konnte. Sein letzter grosser Ritt führte den schon über fünfzigjährigen Schwarz 1947 zuletzt nach Waterloo. Seine reiterlichen Erfahrungen und die Beobachtungen über Menschen und Kultur der jeweiligen Landstriche veröffentlichte Schwarz in seinen Büchern.
Nach der Machtergreifung 1933 unterhielt Schwarz in Deutschland einen Pressedienst mit dem Namen Demokratie im Angriff.
Bei Ausbruch des Zweiten Weltkriegs blieb ihm die Teilnahme am militärischen Aufgebot zur Verteidigung der Schweizer Grenzen wegen des Artikels 18 der damaligen Militärorganisation verwehrt. Schwarz wandte sich daraufhin verstärkt seiner schon Mitte der 1930er Jahre begonnenen journalistischen Arbeit zu und verfasste zahlreiche politische Artikel, um so wenigstens geistig den Eidgenossen den Rücken stärken zu können, und widmete sich fortan bis an sein Lebensende mit Vehemenz politischen, gesellschaftlichen und in gleichem Masse hippologischen Themen. Die Neue Zürcher Zeitung bezeichnete ihn als das enfant terrible der schweizerischen Journalistik.
Hans Schwarz war zeitlebens ein leidenschaftlicher Pferdeliebhaber und setzte sich stark für die Verbesserung der Haltungs- und Nutzungsformen der Pferde ein. Früh monierte er den Umgang mit Sportpferden und machte selbst gegen die Schweizer Armee Front, als diese ihre Pferde liquidieren liess.
Er setzte ein Zeichen und gründete 1958 im Berner Jura die Stiftung Fondation pour le cheval, ein Pflegeheim für alte und geschundene Pferde, das heute über drei Höfe verfügt. Zum 50-jährigen Bestehen brachte die Schweizer Post drei Sondermarken heraus.

## Werke
- Ritt durch Frankreich. Zürich 1934.
- Ritt nach Rom. Zürich 1935.
- Vier Pferde, ein Hund und drei Soldaten. Der Ritt nach Stambul und Athen. Zürich 1937 (Neuauflage: The Long Riders’ Guild Press, 2001, ISBN 1-59048-068-6).
- Der Schimmel von Perbal. Ein Ritt durch die Tschechoslowakei. Zürich 1938.
- For ever. Ein Ritt über die britischen Inseln. Zürich 1939.
- Ritt durch Europa. Bern 1944.
- Chüeris Wanderjahre und sein Tusculum. Eine wahre Hundegeschichte. Zürich 1945.
- Reise durch Helvetien. Bern 1946.
- Ritt nach Waterloo. Bern 1948.
- Vendée. Historische Fragmente aus der Französischen Revolution. Affoltern 1950.
- Humor hinter dem rostigen Vorhang. Köniz 1951.
- Laßt hören aus alter Zeit. Bern 1952.
- Zeitlose Städtchen. Riquewihr, Landeron, Vaucouleurs, Sempach, Meersburg, Greyerz, Regensberg, St. Ursanne. Köniz 1955.
- Das Pferdebuch. Texte von Heinrich I. Prinz Reuss. Bayreuth 1955.
- Pferde, Pferde …! Köniz 1955.
- Militia Helvetica. Heitere Erinnerungen eines alten Soldaten. 3 Bände. Köniz 1955–1956.
- Kleine Pferdegeschichten. Teile 1 – 5, Stiftung für das Pferd. Köniz/Les Breuleux 1960–1965.